# Liste du patrimoine immobilier classé de Neupré
Cette page regroupe l'ensemble du patrimoine immobilier classé de la ville belge de Neupré.
| Objet | Année de construction / Architecte | Adresse | Section communale | Coordonnées                      | Numéro d’inventaire | Illustration |
| --- | ---------------------------------- | ------- | ----------------- | -------------------------------- | ------------------- | --- |
| La ferme dénommée Li Rodge Mohone |                                    |         |                   | 50° 33′ 01″ nord, 5° 26′ 51″ est | 62121-CLT-0002-01   | La ferme dénommée Li Rodge Mohone |
| Roche-aux-faucons |                                    |         |                   | 50° 33′ 03″ nord, 5° 33′ 16″ est | 62121-CLT-0004-01   | Roche-aux-faucons |
| La Roche-aux-faucons |                                    |         |                   | 50° 33′ 03″ nord, 5° 33′ 16″ est | 62121-PEX-0001-01   | La Roche-aux-faucons |
| Château-ferme de Strivay et chapelle Saint-Donat (façades et toitures) ainsi que les murs d'enceinte, n°s 77-79 (M) et ensemble formé par le château-ferme, la chapelle et leurs abords (S) |                                    |         |                   | 50° 32′ 06″ nord, 5° 32′ 22″ est | 62121-CLT-0005-01   | Château-ferme de Strivay et chapelle Saint-Donat (façades et toitures) ainsi que les murs d'enceinte, n°s 77-79 (M) et ensemble formé par le château-ferme, la chapelle et leurs abords (S) |
| Point de vue sur l'Ourthe, en bordure de la route de Plainevaux à Beauregard |                                    |         |                   | 50° 32′ 55″ nord, 5° 31′ 46″ est | 62121-CLT-0007-01   | Point de vue sur l'Ourthe, en bordure de la route de Plainevaux à Beauregard |
| Réserve dans le bois de la Vecquée (+SERAING/Seraing) |                                    |         |                   | 50° 33′ 04″ nord, 5° 31′ 02″ est | 62121-CLT-0008-01   | Image manquanteTéléverser |
| Bois de la Vecquée (+SERAING/Seraing) |                                    |         |                   | 50° 34′ 40″ nord, 5° 31′ 08″ est | 62121-CLT-0009-01   | Image manquanteTéléverser |